# 北蒂珀雷里郡
北蒂珀雷里郡 （North Tipperary；愛爾蘭語：Thiobraid Árann Thuaidh），俗稱Premier County，是愛爾蘭的一個舊郡，位於愛爾蘭島南部。
歷史上屬芒斯特省。1898年自分為蒂珀雷里郡析出，稱Tipperary North Riding，2002年改名。2014年南北兩郡歸一。
面積2,045 km²，2011年，北蒂珀雷里的人口共為70,322人。首府尼納。

## 外部連結
- North Tipperary County Council
- Tipp Tatler magazine（页面存档备份，存于）